# Wounded in action
Con il termine Wounded in action o WIA le forze armate dei paesi di lingua inglese indicano coloro che sono stati feriti in azione.
Tipicamente ciò implica che sono temporaneamente o permanentemente incapaci di portare armi e continuare il combattimento
Per la U.S. Army essere segnalati come WIA premette generalmente il conseguimento dell'onorificenza Purple Heart.